# Sydafrika i olympiska sommarspelen 2008
Sydafrika i olympiska sommarspelen 2008 bestod av 156 idrottare som blivit uttagna av Sydafrikas olympiska kommitté.

## Boxning
- Huvudartikel: Boxning vid olympiska sommarspelen 2008

| Tävlande       | Viktklass | Sextondelsfinal           | Åttondelsfinal       | Kvartsfinal          | Semifinal            | Final                |
| Tävlande       | Viktklass | Motståndare Resultat      | Motståndare Resultat | Motståndare Resultat | Motståndare Resultat | Motståndare Resultat |
| -------------- | --------- | ------------------------- | -------------------- | -------------------- | -------------------- | -------------------- |
| Jackson Chauke | Flugvikt  | Anvar Yunusov (TJK) L 1-9 | Gick inte vidare     | Gick inte vidare     | Gick inte vidare     | Gick inte vidare     |

## Brottning
- Huvudartikel: Brottning vid olympiska sommarspelen 2008

Herrar
| Idrottare       | Klass              | Kvalomgång                | Åttondelsfinal       | Kvartsfinal          | Semifinal            | Final                | Bronsomgång Runda 1  | Bronsomgång Runda 2  | Brongsmedalj- kamp   |
| Idrottare       | Klass              | Motståndare Resultat      | Motståndare Resultat | Motståndare Resultat | Motståndare Resultat | Motståndare Resultat | Motståndare Resultat | Motståndare Resultat | Motståndare Resultat |
| --------------- | ------------------ | ------------------------- | -------------------- | -------------------- | -------------------- | -------------------- | -------------------- | -------------------- | -------------------- |
| Heinrich Barnes | Lättvikt, lättvikt | Buyanjav (MGL) L 1-2, 1-7 | Gick inte vidare     | Gick inte vidare     | Gick inte vidare     | Gick inte vidare     | Gick inte vidare     | Gick inte vidare     | Gick inte vidare     |

## Bågskytte
- Huvudartikel: Bågskytte vid olympiska sommarspelen 2008
- Herrar

| Namn           | Gren         | Rankingrunda | Rankingrunda | 32-delsfinal                                       | 16-delsfinal     | 8-delsfinal      | Kvartsfinal      | Semifinal        | Final            | Final            |
| Namn           | Gren         | Poäng        | Seed         | Resultat                                           | Resultat         | Resultat         | Resultat         | Resultat         | Resultat         | Plats            |
| -------------- | ------------ | ------------ | ------------ | -------------------------------------------------- | ---------------- | ---------------- | ---------------- | ---------------- | ---------------- | ---------------- |
| Calvin Hartley | Individuellt | 654          | 37           | Juan Carlos Stevens (CUB) (28) L 107(+18)-107(+19) | Gick inte vidare | Gick inte vidare | Gick inte vidare | Gick inte vidare | Gick inte vidare | Gick inte vidare |

## Cykling
- Huvudartikel: Cykling vid olympiska sommarspelen 2008

### BMX
Herrar
| Cyklist       | Gren | Seedning | Seedning  | Kvartsfinal | Kvartsfinal | Semifinal | Semifinal | Final  | Final     |
| Cyklist       | Gren | Tid      | Placering | Tid         | Placering   | Tid       | Placering | Tid    | Placering |
| ------------- | ---- | -------- | --------- | ----------- | ----------- | --------- | --------- | ------ | --------- |
| Sifiso Nhlapo | BMX  | 36.428   | 13        | 6           | 1 Q         | 8         | 2 Q       | Avbröt | 7         |

### Mountainbike
| Cyklist        | Gren                 | Tid     | Placering |
| -------------- | -------------------- | ------- | --------- |
| Burry Stander  | Mountainbike, herrar | 2:01:58 | 15        |
| Yolande Speedy | Mountainbike, damer  | Avbröt  | Avbröt    |

### Landsväg
Men
| Cyklist           | Gren      | Tid              | Placering |
| ----------------- | --------- | ---------------- | --------- |
| John-Lee Augustyn | Linjelopp | 6:26:17 (+2:28)  | 27        |
| David George      | Linjelopp | 6:39:42 (+15:53) | 80        |
| David George      | Tempolopp | 1:07:55 (+5:44)  | 31        |
| Robert Hunter     | Linjelopp | Avbröt           | Avbröt    |

Damer
| Cyklist               | Gren      | Tid              | Placering |
| --------------------- | --------- | ---------------- | --------- |
| Cherise Taylor        | Linjelopp | 3:48:33 (+16:05) | 59        |
| Marissa van der Merwe | Linjelopp | 3:33:17 (+0:53)  | 34        |

## Friidrott
- Huvudartikel: Friidrott vid olympiska sommarspelen 2008

Förkortningar
- Noteringar – Placeringarna avser endast löparens eget heat
- Q = Kvalificerad till nästa omgång
- q = Kvalificerade sig till nästa omgång som den snabbaste idrottaren eller, i fältgrenarna, via placering utan att uppnå kvalgränsen.
- NR = Nationellt rekord
- N/A = Omgången ingick inte i grenen
- Bye = Idrottaren behövde inte delta i denna omgång

Herrar
Bana och landsväg
| Idrottare                                                                                             | Gren           | Heat       | Heat      | Kvartsfinal | Kvartsfinal | Semifinal        | Semifinal        | Final            | Final            |
| Idrottare                                                                                             | Gren           | Resultat   | Placering | Resultat    | Placering   | Resultat         | Placering        | Resultat         | Placering        |
| --- | -------------- | ---------- | --------- | ----------- | ----------- | ---------------- | ---------------- | ---------------- | ---------------- |
| Pieter de Villiers                                                                                    | 400 m häck     | 49.24      | 2 Q       | i.u.        | i.u.        | 49.44            | 7                | Gick inte vidare | Gick inte vidare |
| Norman Dlomo                                                                                          | Maraton        | i.u.       | i.u.      | i.u.        | i.u.        | i.u.             | i.u.             | 2:24:28          | 53               |
| Thuso Mpuang                                                                                          | 200 m          | 20.87      | 6 Q       | 21.04       | 7           | Gick inte vidare | Gick inte vidare | Gick inte vidare | Gick inte vidare |
| Mbulaeni Mulaudzi                                                                                     | 800 m          | 1:47.64    | 2 Q       | i.u.        | i.u.        | 1:46.24          | 6                | Gick inte vidare | Gick inte vidare |
| Alwyn Myburgh                                                                                         | 400 m häck     | 48.92 SB   | 3 Q       | i.u.        | i.u.        | 49.16            | 5                | Gick inte vidare | Gick inte vidare |
| Samson Ngoepe                                                                                         | 800 m          | 1:47.42    | 5         | i.u.        | i.u.        | Gick inte vidare | Gick inte vidare | Gick inte vidare | Gick inte vidare |
| Hendrick Ramaala                                                                                      | Maraton        | i.u.       | i.u.      | i.u.        | i.u.        | i.u.             | i.u.             | 2:22:43          | 44               |
| Ruben Ramolefi                                                                                        | 3 000 m hinder | 8:19.86 PB | 1 Q       | i.u.        | i.u.        | i.u.             | i.u.             | 8:34.58          | 14               |
| Juan van Deventer                                                                                     | 1 500 m        | 3:36.32    | 1 Q       | i.u.        | i.u.        | 3:37.75          | 6 Q              | 3:34.77          | 6                |
| Louis Jacob van Zyl                                                                                   | 400 m häck     | 48.86      | 2 Q       | i.u.        | i.u.        | 48.57            | 3 Q              | 48.42            | 5                |
| Hannes Dreyer Gert du Plessis Leigh Julius Ishmael Kumbane Thuso Mpuang Sergio Mullins Sibusiso Sishi | 4 x 100 m      | DNF        | DNF       | i.u.        | i.u.        | i.u.             | i.u.             | Gick inte vidare | Gick inte vidare |
| Ofentse Mogawane Alwyn Myburgh Pieter Smith Louis Jacob van Zyl                                       | 4 x 400 m      | 3:01.26 SB | 6         | i.u.        | i.u.        | i.u.             | i.u.             | Gick inte vidare | Gick inte vidare |

Fältgrenar
| Idrottare              | Gren          | Kval    | Kval      | Final            | Final            |
| Idrottare              | Gren          | Distans | Placering | Distans          | Placering        |
| ---------------------- | ------------- | ------- | --------- | ---------------- | ---------------- |
| Godfrey Khotso Mokoena | Längdhopp     | 8.14    | 4 Q       | 8.24             | 2                |
| John Robert Oosthuizen | Spjutkastning | 76.16   | 19        | Gick inte vidare | Gick inte vidare |

Damer
Bana & landsväg
| René Kalmer      | 1 500 m | 4:08.41 | 7 | i.u.             | i.u.             | i.u.             | i.u.             | Gick inte vidare | Gick inte vidare |
| Isabel Le Roux   | 200 m   | 23.67   | 7 | Gick inte vidare | Gick inte vidare | Gick inte vidare | Gick inte vidare | Gick inte vidare | Gick inte vidare |
| Tsholofelo Thipe | 400 m   | 54.11   | 6 | i.u.             | i.u.             | Gick inte vidare | Gick inte vidare | Gick inte vidare | Gick inte vidare |

Fältgrenar
| Idrottare        | Gren           | Kval  | Kval      | Final            | Final            |
| Idrottare        | Gren           | Längd | Placering | Längd            | Placering        |
| ---------------- | -------------- | ----- | --------- | ---------------- | ---------------- |
| Elizna Naudé     | Diskuskastning | 58.75 | 20        | Gick inte vidare | Gick inte vidare |
| Justine Robbeson | Spjutkastning  | 59.63 | 13        | Gick inte vidare | Gick inte vidare |

## Fäktning
- Huvudartikel: Fäktning vid olympiska sommarspelen 2008

Herrar
| Idrottare                             | Gren                | Omgång 1              | Sextondelsfinal   | Åttondelsfinal    | Kvartsfinal       | Semifinal         | Final / BM        | Final / BM       |
| Idrottare                             | Gren                | Motståndare Poäng     | Motståndare Poäng | Motståndare Poäng | Motståndare Poäng | Motståndare Poäng | Motståndare Poäng | Placering        |
| ------------------------------------- | ------------------- | --------------------- | ----------------- | ----------------- | ----------------- | ----------------- | ----------------- | ---------------- |
| Sello Maduma                          | Värja, individuellt | Kim S-G (KOR) L 12–15 | Gick inte vidare  | Gick inte vidare  | Gick inte vidare  | Gick inte vidare  | Gick inte vidare  | Gick inte vidare |
| Dario Torrente                        | Värja, individuellt | Videira (POR) L 10–15 | Gick inte vidare  | Gick inte vidare  | Gick inte vidare  | Gick inte vidare  | Gick inte vidare  | Gick inte vidare |
| Mike Wood                             | Värja, individuellt | Nikishyn (UKR) L 7–15 | Gick inte vidare  | Gick inte vidare  | Gick inte vidare  | Gick inte vidare  | Gick inte vidare  | Gick inte vidare |
| Sello Maduma Dario Torrente Mike Wood | Värja, lag          | i.u.                  | i.u.              | Kina L 28–45      | Gick inte vidare  | Gick inte vidare  | Gick inte vidare  | Gick inte vidare |

Damer
| Idrottare                                              | Gren                | Omgång 1             | Sextondelsfinal   | Åttondelsfinal    | Kvartsfinal       | Semifinal                                 | Final / BM                     | Final / BM       |
| Idrottare                                              | Gren                | Motståndare Poäng    | Motståndare Poäng | Motståndare Poäng | Motståndare Poäng | Motståndare Poäng                         | Motståndare Poäng              | Placering        |
| ------------------------------------------------------ | ------------------- | -------------------- | ----------------- | ----------------- | ----------------- | ----------------------------------------- | ------------------------------ | ---------------- |
| Jyoti Chetty                                           | Sabel, individuellt | Besbes (TUN) L 2–15  | Gick inte vidare  | Gick inte vidare  | Gick inte vidare  | Gick inte vidare                          | Gick inte vidare               | Gick inte vidare |
| Adele du Plooy                                         | Sabel, individuellt | Pundjk (UKR) L 7–15  | Gick inte vidare  | Gick inte vidare  | Gick inte vidare  | Gick inte vidare                          | Gick inte vidare               | Gick inte vidare |
| Elvira Wood                                            | Sabel, individuellt | Sassine (CAN) L 2–15 | Gick inte vidare  | Gick inte vidare  | Gick inte vidare  | Gick inte vidare                          | Gick inte vidare               | Gick inte vidare |
| Jyoti Chetty Adele du Plooy Shelley Gosher Elvira Wood | Sabel, lag          | i.u.                 | i.u.              | i.u.              | USA L 8–45        | Klassificeringssemifinal Ryssland L 13–45 | 7:e plats-final Kanada L 16–45 | 8                |

## Gymnastik
- Huvudartikel: Gymnastik vid olympiska sommarspelen 2008

### Rytmisk gymnastik
| Gymnast        | Gren         | Kval   | Kval     | Kval   | Kval   | Kval   | Kval      | Final            | Final            | Final            | Final            | Final            | Final            |
| Gymnast        | Gren         | Rep    | Tunnband | Käglor | Band   | Total  | Placering | Rep              | Tunnband         | Käglor           | Band             | Totalt           | Placering        |
| -------------- | ------------ | ------ | -------- | ------ | ------ | ------ | --------- | ---------------- | ---------------- | ---------------- | ---------------- | ---------------- | ---------------- |
| Odette Richard | Individuellt | 13.975 | 13.950   | 13.800 | 13.775 | 55.500 | 23        | Gick inte vidare | Gick inte vidare | Gick inte vidare | Gick inte vidare | Gick inte vidare | Gick inte vidare |

## Judo
Herrar
| Idrottare       | Gren                     | Inledande omgång     | Sextondelsfinal              | Åttondelsfinal              | Kvartsfinal          | Semifinal            | Återkval 1               | Återkval 2           | Återkval 3           | Final / BM           | Final / BM       |
| Idrottare       | Gren                     | Motståndare Resultat | Motståndare Resultat         | Motståndare Resultat        | Motståndare Resultat | Motståndare Resultat | Motståndare Resultat     | Motståndare Resultat | Motståndare Resultat | Motståndare Resultat | Placering        |
| --------------- | ------------------------ | -------------------- | ---------------------------- | --------------------------- | -------------------- | -------------------- | ------------------------ | -------------------- | -------------------- | -------------------- | ---------------- |
| Marlon August   | Lättvikt (-73 kg)        | i.u.                 | Al Qubaisi (UAE) W 1000–0000 | Guilheiro (BRA) L 0000–1001 | Gick inte vidare     | Gick inte vidare     | Gick inte vidare         | Gick inte vidare     | Gick inte vidare     | Gick inte vidare     | Gick inte vidare |
| Matthew Jago    | Halv mellanvikt (-81 kg) | BYE                  | Krawczyk (POL) L 0000–0120   | Gick inte vidare            | Gick inte vidare     | Gick inte vidare     | Gick inte vidare         | Gick inte vidare     | Gick inte vidare     | Gick inte vidare     | Gick inte vidare |
| Patrick Trezise | Mellanvikt (-90 kg)      | i.u.                 | Pershin (RUS) L 0000–1000    | Gick inte vidare            | Gick inte vidare     | Gick inte vidare     | Rosati (ARG) L 0000–1000 | Gick inte vidare     | Gick inte vidare     | Gick inte vidare     | Gick inte vidare |

## Kanotsport
Slalom
| Siboniso Cele                  | Herrarnas C-1 slalom | 162.51 | 16 | 100.42 | 16 | 262.93 | 16 | Gick inte vidare | Gick inte vidare | Gick inte vidare | Gick inte vidare | Gick inte vidare | Gick inte vidare |
| Cameron McIntosh Cyprian Ngidi | Herrarnas C-2 slalom | 119.83 | 12 | 157.37 | 12 | 277.20 | 12 | Gick inte vidare | Gick inte vidare | Gick inte vidare | Gick inte vidare | Gick inte vidare | Gick inte vidare |

Sprint
| Kanotist                                              | Gren                 | Heat     | Heat      | Semifinal | Semifinal | Final            | Final            |
| Kanotist                                              | Gren                 | Tid      | Placering | Tid       | Placering | Tid              | Placering        |
| ----------------------------------------------------- | -------------------- | -------- | --------- | --------- | --------- | ---------------- | ---------------- |
| Calvin Mokoto                                         | Herrarnas C-1 500 m  | 2:03.372 | 7 QS      | 2:12.226  | 9         | Gick inte vidare | Gick inte vidare |
| Calvin Mokoto                                         | Herrarnas C-1 1000 m | 4:33.887 | 7 QS      | 4:26.650  | 7         | Gick inte vidare | Gick inte vidare |
| Shaun Rubenstein                                      | Herrarnas K-1 500 m  | 1:37.686 | 5 QS      | 1:44.154  | 4         | Gick inte vidare | Gick inte vidare |
| Shaun Rubenstein                                      | Herrarnas K-1 1000 m | 3:36.134 | 5 QS      | 3:36.969  | 4         | Gick inte vidare | Gick inte vidare |
| Jennifer Hodson                                       | Damernas K-1 500 m   | 1:51.655 | 3 QS      | 1:53.209  | 3 Q       | 1:53.353         | 8                |
| Michele Eray Bridgitte Hartley                        | Damernas K-2 500 m   | 1:43.341 | 8 QS      | 1:47.018  | 8         | Gick inte vidare | Gick inte vidare |
| Michele Eray Jennifer Hodson Carol Joyce Nicola Mocke | Damernas K-4 500 m   | 1:37.399 | 3 QF      | BYE       | BYE       | 1:36.724         | 7                |

## Landhockey

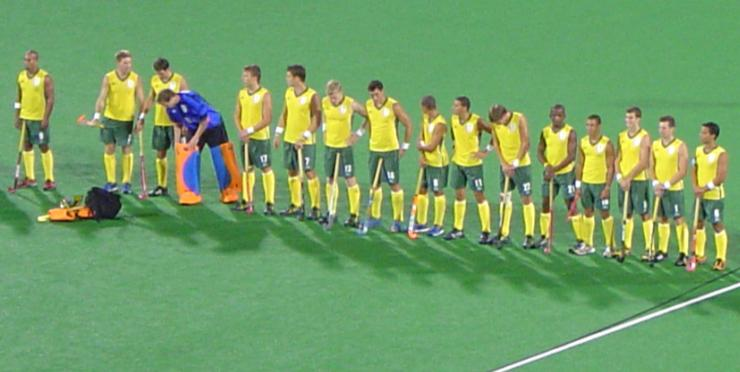
Sydafrikas lag innan matchen mot Storbritannien. Från vänster: E. Smith, Symons, McDade, Hibbert, Abbott, Gallagher, Blake, Rose-Innes, Harper, Abrahams, Hammond, Tsolekile, Bam, A. Smith, Cronje, Jacobs

Herrar
Coach: Gregg Clark
| 1. Andrew Cronje 2. Ian Symons 3. Austin Smith 4. Bruce Jacobs (c) 5. Darryn Gallagher 6. Marvin Harper 7. Emile Smith 8. Clyde Abrahams | 1. Paul Blake 2. Eric Rose-Innes 3. Marvin Bam 4. Geoffrey Abbott 5. Thornton McDade 6. Chris Hibbert (GK) 7. Lungile Tsolekile 8. Thomas Hammond |  |

Reserver:
1. Shanyl Balwanth
2. Erasmus Pieterse (GK)

Gruppspel
|                | Pld | W | D | L | GF | GA | GD  | Pts |
| -------------- | --- | - | - | - | -- | -- | --- | --- |
| Nederländerna  | 5   | 4 | 1 | 0 | 16 | 6  | +10 | 13  |
| Australien     | 5   | 3 | 2 | 0 | 24 | 7  | +17 | 11  |
| Storbritannien | 5   | 2 | 2 | 1 | 10 | 7  | +3  | 8   |
| Pakistan       | 5   | 2 | 0 | 3 | 11 | 13 | −2  | 6   |
| Kanada         | 5   | 1 | 1 | 3 | 10 | 17 | −7  | 4   |
| Sydafrika      | 5   | 0 | 0 | 5 | 4  | 25 | −21 | 0   |

Damer
Coach: Jennifer King
| 1. Mariette Rix (GK) 2. Vuyisanani Mangisa (GK) 3. Kate Hector 4. Taryn Hosking 5. Cindy Brown 6. Marsha Marescia (c) 7. Shelley Russell 8. Lisa-Marie Deetlefs | 1. Jenny Wilson 2. Lesle-Ann George 3. Vida Ryan 4. Vidette Ryan 5. Lenise Marais 6. Kathleen Taylor 7. Fiona Butler 8. Tarryn Bright |

Reserver:
1. Henriette du Buisson
2. Farrah Fredericks

Gruppspel
|               | Pld | W | D | L | GF | GA | GD  | Pts |
| ------------- | --- | - | - | - | -- | -- | --- | --- |
| Nederländerna | 5   | 5 | 0 | 0 | 14 | 3  | +11 | 15  |
| Kina          | 5   | 3 | 1 | 1 | 14 | 4  | +10 | 10  |
| Australien    | 5   | 3 | 1 | 1 | 17 | 9  | +8  | 10  |
| Spanien       | 5   | 2 | 0 | 3 | 4  | 12 | −8  | 6   |
| Sydkorea      | 5   | 1 | 0 | 4 | 13 | 18 | −5  | 3   |
| Sydafrika     | 5   | 0 | 0 | 5 | 2  | 18 | −16 | 0   |

## Rodd
Herrar
| Idrottare                       | Gren              | Heat    | Heat      | Återkval | Återkval  | Semifinal | Semifinal | Final   | Final     | Final |
| Idrottare                       | Gren              | Tid     | Placering | Tid      | Placering | Tid       | Placering | Tid     | Placering |       |
| ------------------------------- | ----------------- | ------- | --------- | -------- | --------- | --------- | --------- | ------- | --------- | ----- |
| Ramon di Clemente Shaun Keeling | Tvåa utan styrman | 6:45,26 | 3 SA/B    | BYE      | BYE       | 6:37,18   | 3 FA      | 6:47,83 | 5         |       |

Damer
| Idrottare                      | Gren                    | Heat    | Heat      | Återkval | Återkval  | Kvartsfinal | Kvartsfinal | Semifinal | Semifinal | Final   | Final     | Final |
| Idrottare                      | Gren                    | Tid     | Placering | Tid      | Placering | Tid         | Placering   | Tid       | Placering | Tid     | Placering |       |
| ------------------------------ | ----------------------- | ------- | --------- | -------- | --------- | ----------- | ----------- | --------- | --------- | ------- | --------- | ----- |
| Hendrika Geyser                | Singelsculler           | 8:20,26 | 4 QF      | i.u.     | i.u.      | 7:44,14     | 4 SC/D      | 7:59,67   | 1 FC      | 7:35,06 | 13        |       |
| Kirsten McCann Alexandra White | Lättvikts-dubbelsculler | 7:20,51 | 6 R       | 7:48,04  | 4 FC      | i.u.        | i.u.        | BYE       | BYE       | 7:20,49 | 14        |       |

## Segling
Damer
| Seglare                                | Gren    | Lopp | Lopp | Lopp | Lopp | Lopp | Lopp | Lopp | Lopp | Lopp | Lopp | Lopp | Summerad poäng | Finalplacering |
| Seglare                                | Gren    | 1    | 2    | 3    | 4    | 5    | 6    | 7    | 8    | 9    | 10   | M*   | Summerad poäng | Finalplacering |
| -------------------------------------- | ------- | ---- | ---- | ---- | ---- | ---- | ---- | ---- | ---- | ---- | ---- | ---- | -------------- | -------------- |
| Penny Lynn Dominique Provoyeur Kim Rew | Yngling | 13   | 10   | 11   | 2    | 12   | 8    | 13   | 7    | CAN  | CAN  | EL   | 63             | 12             |

M = Medaljlopp; EL = Eliminerad – gick inte vidare till medaljloppet;

## Simning
- Huvudartikel: Simning vid olympiska sommarspelen 2008

## Simhopp
Damer
| Idrottare    | Gren | Kval   | Kval      | Semifinal        | Semifinal        | Final            | Final            |
| Idrottare    | Gren | Poäng  | Placering | Poäng            | Placering        | Poäng            | Placering        |
| ------------ | ---- | ------ | --------- | ---------------- | ---------------- | ---------------- | ---------------- |
| Jenna Dreyer | 3 m  | 210,90 | 28        | Gick inte vidare | Gick inte vidare | Gick inte vidare | Gick inte vidare |

## Skytte
- Huvudartikel: Skytte vid olympiska sommarspelen 2008

## Tennis
| Spelare                     | Gren       | Omgång 1               | Omgång 2                               | Åttondelsfinaler  | Kvartsfinaler     | Semifinaler       | Final / BM        | Final / BM       |
| Spelare                     | Gren       | Motståndare Poäng      | Motståndare Poäng                      | Motståndare Poäng | Motståndare Poäng | Motståndare Poäng | Motståndare Poäng | Placering        |
| --------------------------- | ---------- | ---------------------- | -------------------------------------- | ----------------- | ----------------- | ----------------- | ----------------- | ---------------- |
| Kevin Anderson              | Herrsingel | Loglo (TOG) W 6–3, 6–2 | Kiefer (GER) L 4–6, 7–6(7–4), 4–6      | Gick inte vidare  | Gick inte vidare  | Gick inte vidare  | Gick inte vidare  | Gick inte vidare |
| Kevin Anderson Jeff Coetzee | Herrdubbel | i.u.                   | Almagro / Ferrer (ESP) L 6–3, 3–6, 4–6 | Gick inte vidare  | Gick inte vidare  | Gick inte vidare  | Gick inte vidare  | Gick inte vidare |

## Triathlon
| Triathlet    | Gren               | Simning (1,5 km) | Trans 1 | Cykling (40 km) | Trans 2 | Löpning (10 km) | Total tid  | Placering |
| ------------ | ------------------ | ---------------- | ------- | --------------- | ------- | --------------- | ---------- | --------- |
| Mari Rabie   | Damernas triathlon | 19:54            | 0:29    | 1:06:30         | 0:34    | 42:01           | 2:09:28,02 | 43        |
| Kate Roberts | Damernas triathlon | 19:58            | 0:30    | 1:06:26         | 0:37    | 38:02           | 2:05:33,24 | 32        |

## Tyngdlyftning
- Huvudartikel: Tyngdlyftning vid olympiska sommarspelen 2008

## Volleyboll
- Huvudartikel: Volleyboll vid olympiska sommarspelen 2008